# Juriš lake konjice
 Ovo je glavno značenje pojma Juriš lake konjice. Za druga značenja pogledajte Juriš lake konjice (razdvojba).
Jurišom lake konjice naziva se juriš koji je predvodio lord Cardigan tijekom Bitke za Balaklavu tijekom 25. listopada 1854. godine u Krimskom ratu. O ovom jurišu je lord Alfred Tennyson ispjevao pjesmu Juriš lake konjice (The Charge of the Light Brigade).
Juriš je izvela Britanska laka konjica pod zapovjedništvom lorda zajedno s teškom konjicom pod zapovjedništvom generala Jamesa Scarletta, bivšeg zapovjednika 5. dragunske garde. To su bile glavne konjičke jedinice koje su sudjelovale u ovoj bitci, a glavni zapovjednik obje konjice bio je George Charles Bingham, koji je primio ovo naređenje od zapovjednika armije lorda Raglana:
Po primitku naredbe, lord Cardigan je poveo 673 konjanika kroz dolinu koji je lord Tennyson nazivao Dolina smrti. Tamo su ih čekale ruske snage pod zapovjedništvom Pavela Liprandija čije su snage bile sastavljene od 20 bataljuna pješaštva i pedeset topničkih oružja kao podrške. Te snage nalazile su se s obje strane i na drugom kraju doline.
Lord Cardigan razumio je kako se naredba odnosi na grupu ruskih topova u utrvdi na kraju doline daleko oko jednu milju, a lord Raglan je mislio na skup utvrda s druge strane brda. Taj skup utvrda bio je jasno vidljiv s Raglanove pozicije, ali nije bio vidljiv iz dna doline gdje je bila smještena laka konjica.
Konjica je krenula niz dolinu. Kapetan Luis Edward Nolan je trčao preko bojišta pokušavajući ih zaustaviti, ali ga je pogodila granata i na mjestu je poginio. Laka konjica je uspjela probiti se do ruskih snaga na kraju doline i istjerati ih iz utvrde, ali je pritom pretrpjela mnoge gubitke, pa se morala povući. Lucan nije pružionikakvu podršku Cardiganu, pretpostavlja se zbog netrepeljivosti prema njemu. Snage teške konjice su prošle ulaz u dolinu, ali nisu dalje napredovale. Francuska konjica bila je učinkovitija u proboju ruskih linija na Fedyukhinoj uzvisini i pružila je potporu preostalom dijelu lake konjice koji se povlačio.
Lord Cardigan je preživio bitku, a dodađaji koje je doživio prepričavani su u Donjem domu britanskog parlamenta:
"Napredovali smo niz blagu padinu više od tri četvrt milje dok su baterije bez prestanka iznad nas sijevale granate. Bili smo opkoljeni i zasuti vatrom iz svih pravaca, uključujući i vatru strijelaca na našim bokovima.
Dok smo išli uz brdo, naša pozadina se odjednom našla pod bočnom topničkom vatrom. Svi zapovjednici (osim jednog izuzetka) dva puka koje sam ja imao čast predvoditi, ili su poginuli, ili su bili ranjeni, ili su im ubili ili ranili konja. Ovi pukovi su nastavili napredovanje, a slijedila ih je druga linija, sačinjena od još dva konjička puka, koja su nastavila vršiti svoju dužnost sječom ruskih topnika.
Potom je naišla treća linija, koju je činio još jedan puk koji je nastojao dovršiti zadatak povjeren našoj brigadi. Taj je zadatak bio uspješno obavljen jer smo uspjeli probiti se kroz masu ruske konjice koja je bila brojnija. Pošto su se probili kroz masu, nastavili su u "trojnom poretku" i povukli se na isti način, trudeći se da na svom putu nanesu što veće gubitke neprijateljskoj konjici. Tijekom našeg povratka uz brdo niz koje smo se sjurili tijekom napada, morali smo proći kroz istu vatrenu stihiju i izložiti se istom riziku koji nam je prijetio od bočne vatre strijelaca kojoj smo već bili izloženi ranije. Veliki broj naših ljudi je pogođen - ljudi i konji su ginuli, a mnogi vojnici čiji su konji ubijeni također su poginuli pri pokušaju bijega.
Iz svakog puka vratile su se samo male postrojbe, dvije trećine ljudstva izgubljeno je u napadima. Vjerujem da je svaki čovjek koji je sudjelovao u ovom katastrofalnom događaju kod Balaklave i koji je bio dovoljno sretan izaći živ, imao osjećaj da je samo zahvaljujući milostivoj odluci božjoj izbjegao najveću smrtnu opasnost koju je moguće zamisliti."

## Vanjske poveznice
- НNarodna arhiva Velike Britanije: Juriš lake konjice
- "Juriš lake konjice" Lorda Tennysona
- Originalni rukopis Tennysonove pjesme
- Popis poginulih
- Spomenik podignut u čast lake konjice u Ukrajini - sa stranice Find-A-Grave